# Vlaggen van subnationale entiteiten
Hieronder is een overzicht van (lijsten van) vlaggen van subnationale entiteiten. In veel landen hebben de provincies, regio's, deelstaten, departementen en dergelijke een eigen vlag. De status van deze vlaggen verschilt per land. De meeste zijn officiële vlaggen, maar sommige worden alleen de facto gebruikt. Vlaggen van steden, dorpen en gemeenten staan in een apart overzicht: zie het artikel Vlaggen van gemeenten.

## Vlaggen van subnationale entiteiten (exclusief gemeenten)
- Albanië: Lijst van vlaggen van Albanese deelgebieden
- Andorra: Lijst van vlaggen van Andorrese parochies
- Argentinië: Lijst van vlaggen van Argentijnse deelgebieden
- Australië: Lijst van vlaggen van Australische deelgebieden
- Bahrein: Lijst van vlaggen van Bahreinse deelgebieden
- België: Lijst van vlaggen van Belgische deelgebieden
- Bolivia: Lijst van vlaggen van Boliviaanse deelgebieden
- Bosnië en Herzegovina: Lijst van vlaggen van Bosnische deelgebieden
- Brazilië: Lijst van vlaggen van Braziliaanse deelgebieden
- Bulgarije: Lijst van vlaggen van Bulgaarse deelgebieden
- Canada: Lijst van vlaggen van Canadese deelgebieden
- Chili: Lijst van vlaggen van Chileense deelgebieden
- China (Volksrepubliek en Republiek/Taiwan): Lijst van vlaggen van Chinese deelgebieden
- Colombia: Lijst van vlaggen van Colombiaanse deelgebieden
- Comoren: Lijst van vlaggen van Comorese deelgebieden
- Costa Rica: Lijst van vlaggen van Costa Ricaanse provincies
- Denemarken: Lijst van vlaggen van Deense deelgebieden
- Dominicaanse Republiek: Lijst van vlaggen van Dominicaanse deelgebieden
- Duitsland: Lijst van vlaggen van Duitse deelgebieden
- Ecuador: Lijst van vlaggen van Ecuadoraanse deelgebieden
- Egypte: Lijst van vlaggen van Egyptische deelgebieden
- El Salvador: Lijst van vlaggen van Salvadoraanse deelgebieden
- Estland: Lijst van vlaggen van Estische deelgebieden
- Ethiopië: Lijst van vlaggen van Ethiopische deelgebieden
- Filipijnen: Lijst van vlaggen van Filipijnse deelgebieden
- Finland: Lijst van vlaggen van Finse deelgebieden
- Frankrijk: Lijst van vlaggen van Franse deelgebieden
- Gabon: Lijst van vlaggen van Gabonese deelgebieden
- Georgië: Lijst van vlaggen van Georgische deelgebieden
- Ghana: Lijst van vlaggen van Ghanese deelgebieden
- Griekenland: Lijst van vlaggen van Griekse deelgebieden
- Guatemala: Lijst van vlaggen van Guatemalteekse deelgebieden
- Guyana: Lijst van vlaggen van Guyaanse deelgebieden
- Honduras: Lijst van vlaggen van Hondurese deelgebieden
- Hongarije: Lijst van vlaggen van Hongaarse deelgebieden
- Ierland: Lijst van vlaggen van Ierse deelgebieden
- India: Lijst van vlaggen van Indiase deelgebieden
- Indonesië: Lijst van vlaggen van Indonesische deelgebieden
- Irak: Lijst van vlaggen van Iraakse deelgebieden
- Italië: Lijst van vlaggen van Italiaanse deelgebieden
- Japan: Lijst van vlaggen van Japanse prefecturen
- Kazachstan: Lijst van vlaggen van Kazachse deelgebieden
- Kenia: Lijst van vlaggen van Keniaanse deelgebieden
- Kirgizië: Lijst van vlaggen van Kirgizische deelgebieden
- Koeweit: Lijst van vlaggen van Koeweitse deelgebieden
- Kroatië: Lijst van vlaggen van Kroatische deelgebieden
- Liberia: Lijst van vlaggen van Liberiaanse deelgebieden
- Litouwen: Lijst van vlaggen van Litouwse deelgebieden
- Maleisië: Lijst van vlaggen van Maleisische deelgebieden
- Marshalleilanden: Lijst van vlaggen van Marshalleilandse deelgebieden
- Mexico: Lijst van vlaggen van Mexicaanse deelgebieden
- Micronesië: Lijst van vlaggen van Micronesische deelgebieden
- Moldavië: Lijst van vlaggen van Moldavische deelgebieden
- Mongolië: Lijst van vlaggen van Mongoolse deelgebieden
- Myanmar: Lijst van vlaggen van Myanmarese deelgebieden
- Nederland: Lijst van vlaggen van Nederlandse deelgebieden
- Nicaragua: Lijst van vlaggen van Nicaraguaanse deelgebieden
- Nieuw-Zeeland: Lijst van vlaggen van Nieuw-Zeelandse deelgebieden
- Nigeria: Lijst van vlaggen van Nigeriaanse deelgebieden
- Noorwegen: Lijst van vlaggen van Noorse deelgebieden
- Oeganda: Lijst van vlaggen van Oegandese deelgebieden
- Oekraïne: Lijst van vlaggen van Oekraïense deelgebieden
- Oostenrijk: Lijst van vlaggen van Oostenrijkse deelgebieden
- Pakistan: Lijst van vlaggen van Pakistaanse deelgebieden
- Palau: Lijst van vlaggen van Palause staten
- Panama: Lijst van vlaggen van Panamese deelgebieden
- Papoea-Nieuw-Guinea: Lijst van vlaggen van Papoea-Nieuw-Guineese deelgebieden
- Paraguay: Lijst van vlaggen van Paraguayaanse deelgebieden
- Peru: Lijst van vlaggen van Peruaanse deelgebieden
- Polen: Lijst van vlaggen van Poolse deelgebieden
- Portugal: Lijst van vlaggen van Portugese deelgebieden
- Roemenië: Lijst van vlaggen van Roemeense deelgebieden
- Rusland: Lijst van vlaggen van Russische deelgebieden
- Salomonseilanden: Lijst van vlaggen van Salomonseilandse deelgebieden
- Sao Tomé en Principe: Lijst van vlaggen van Santomese deelgebieden
- Servië: Lijst van vlaggen van Servische deelgebieden
- Slowakije: Lijst van vlaggen van Slowaakse deelgebieden
- Soedan: Lijst van vlaggen van Soedanese deelgebieden
- Somalië: Lijst van vlaggen van Somalische deelgebieden
- Spanje: Lijst van vlaggen van Spaanse deelgebieden
- Sri Lanka: Lijst van vlaggen van Sri Lankaanse deelgebieden
- Suriname: Lijst van vlaggen van Surinaamse deelgebieden
- Tanzania: Lijst van vlaggen van Tanzaniaanse deelgebieden
- Thailand: Lijst van vlaggen van Thaise deelgebieden
- Trinidad en Tobago: Lijst van vlaggen van Trinidad en Tobagoaanse deelgebieden
- Tsjechië: Lijst van vlaggen van Tsjechische deelgebieden
- Uruguay: Lijst van vlaggen van Uruguayaanse deelgebieden
- Vanuatu: Lijst van vlaggen van Vanuatuaanse deelgebieden
- Venezuela: Lijst van vlaggen van Venezolaanse deelgebieden
- Verenigd Koninkrijk: Lijst van vlaggen van Britse deelgebieden
- Verenigde Arabische Emiraten: Lijst van vlaggen van VAE-deelgebieden
- Verenigde Staten: Lijst van vlaggen van Amerikaanse deelgebieden
- Wit-Rusland: Lijst van vlaggen van Wit-Russische deelgebieden
- Zuid-Afrika: Lijst van vlaggen van Zuid-Afrikaanse deelgebieden
- Zuid-Korea: Lijst van vlaggen van Zuid-Koreaanse deelgebieden
- Zuid-Soedan: Lijst van vlaggen van Zuid-Soedanese deelgebieden
- Zweden: Lijst van vlaggen van Zweedse deelgebieden
- Zwitserland: Lijst van vlaggen van Zwitserse kantons

### Vlaggen van historische subnationale entiteiten
- Joegoslavië: Lijst van vlaggen van Joegoslavische deelgebieden
- Oostenrijk-Hongarije: Lijst van vlaggen van Oostenrijks-Hongaarse deelgebieden
- Sovjet-Unie: Lijst van vlaggen van Sovjet-deelgebieden

Hoofdartikel: Vlaggen van de wereld      Portaal: Vlaggen en wapens
Vlaggen van A tot Z · Historische vlaggen · Handelsvlaggen van de wereld · Marinevlaggen van de wereld · Vlaggen van staten met beperkte erkenning · Vlaggen van internationale organisaties · Vlaggen van gebieden met separatistische of irredentistische bewegingen · Vlaggen van hoofdsteden · Vlaggenlijsten per land · Vlaggen van afhankelijke gebieden · Vlaggen van subnationale entiteiten · Vlaggen van gemeenten · Vlaggen van micronaties · Taalvlag
Zie ook: Vexillologie · Vlag · Vlaginstructie · Wimpel